# Favonius hayashii
Favonius hayashii är en fjärilsart som beskrevs av Shirôzu 1953. Favonius hayashii ingår i släktet Favonius och familjen juvelvingar. Inga underarter finns listade i Catalogue of Life.